# آرام کوچاریان (آهنگساز)
آرام کاراپتی کوچاریان (ارمنی: Արամ Կարապետի Քոչարյան؛ زاده ۱ اکتبر ۱۹۰۳ - درگذشته ۵ سپتامبر ۱۹۷۷) آهنگساز و موسیقی‌شناس اهل ارمنستان بود.

## زندگی‌نامه
وی در ۱ اکتبر ۱۹۰۳ در واغارشاپات در به دنیا آمد و از کنسرواتوار دولتی کومیتاس ایروان و کنسرواتوار مسکو فارغ‌التحصیل گشت. وی همچنین برنده جوایزی همچون چهره هنری شایسته ارمنستان شوروی شد. وی در ۵ سپتامبر ۱۹۷۷ در سن ۷۳ سالگی در ایروان درگذشت.